# Mistrzostwa Polski Strongman A-Nowi 2007
Mistrzostwa Polski Strongman A-Nowi 2007 – indywidualne zawody polskich siłaczy.

## Eliminacje i finał
Data: 8 września 2007 r.

Miejsce: Rokietnica  Polska
Wyniki zawodów:
| Miejsce | Zawodnik            | Punkty |
| ------- | ------------------- | ------ |
| 1.      | Tyberiusz Kowalczyk | 37,5   |
| 2.      | Lubomir Libacki     | 35     |
| 3.      | Michał Szymerowski  | 29     |
| 4.      | Tomasz Kowal        | 27     |
| 5.      | Wojciech Jastrząb   | 23,5   |
| 6.      | Jarosław Nowacki    | 23     |
| 7.      | Ireneusz Kuraś      | 23     |
| 8.      | Artur Patyk         | 15     |

Zawodnicy, którzy nie zakwalifikowali się do finału:
| Miejsce | Zawodnik            | Punkty |
| ------- | ------------------- | ------ |
| 9.      | Mariusz Koniecki    | 14,5   |
| 10.     | Tomasz Lech         | 12     |
| 11.     | Arkadiusz Różański  | 10,5   |
| 12.     | Przemysław Mościcki | 9      |
| 13.     | Radosław Grześków   | 6      |
| 14.     | Kryspin Rozum       | 2      |
| 15.     | Waldemar Baran      | 1      |